# Ахмед Сайяр
Ахмед Бадр Сайяр (араб. أحمد بدر سيار; нар. 6 жовтня 1993, Бахрейн) — катарський футболіст, півзахисник «Ас-Садда».

## Життєпис
Дорослу футбольну кар'єру розпочав у сезоні 2013/14 років у катарському клубі «Аль-Гарафа», де провів 4 сезони; у 5 матчах за «Аль-Гарафу» не відзначився жодним голом. У сезоні 2017/18 років приєднався до катарського футбольного клубу «Ас-Садд» за невідому плату.

## Досягнення

### Клубні
«Ас-Садд»
- Чемпіон Катару: 2018-19, 2020-21, 2021-22, 2023-24, 2024-25
- Володар Кубка Еміра Катару: 2017, 2020, 2021, 2024
- Володар Кубка наслідного принца Катару: 2017, 2020, 2021, 2025
- Володар Кубка зірок Катару: 2019-20
- Володар Кубка шейха Яссіма: 2017, 2019